# Florea Dumitrache
Florea Dumitrache (Bucarest, 22 de maig de 1948 - Bucarest, 26 d'abril de 2007) fou un futbolista romanès de la dècada de 1970.
Destacà com a jugador del Dinamo București on hi romangué durant dotze temporades. Després del Mundial la Juventus FC va intentar fitxar-lo però el govern romanès del moment refusà l'operació. Durant un partit de Copa de la UEFA del 1982 enfront del FK Sarajevo, Dumitrache colpejà l'àrbitre Gianfranco Menegal a la boca i fou sancionat set anys de suspensió per competicions de la UEFA.
Disputà 31 partits i marcà 15 gols amb la selecció de Romania, i participà en el Mundial de 1970.

## Palmarès
Dinamo București
- Lliga romanesa de futbol: 1970-71, 1972-73, 1974-75
- Copa romanesa de futbol: 1967-68

Corvinul Hunedoara
- Segona divisió: 1979-80

Individual
- Màxim golejador de la lliga romanesa de futbol: 1968-69, 1970-71